# Ulrich Eichelmann
Ulrich Eichelmann (* 1961 in Atteln) ist ein deutscher Naturschützer, Filmemacher und Umweltaktivist.

## Leben
Eichelmann studierte Landschaftsökologie und wohnt seit 1989 in Wien. Er begann 1991 für den WWF Österreich zu arbeiten und  blieb bis 2007 als Experte für den Schutz und die Verbesserung von Fließgewässern. Bis 1996 war er beim WWF verantwortlich für die Verhinderung weiterer Donau-Wasserkraftwerke und die Errichtung des Nationalparks Donau-Auen östlich von Wien. Er koordinierte die Kampagne Rettet die Donau-Auen sowie Der Countdown läuft, mit der der WWF die Eröffnungsdatume des Nationalparks festlegte und die letzten 600 Tage bis dahin einläutete. Danach leitete er die Kampagne Lebende Flüsse, in der der WWF zusammen mit dem Umwelt- und dem Landwirtschaftsministerium die 74 besten Flussstrecken Österreichs (mit insgesamt 1.300 Kilometer Länge) als „untouchables“ (Unberührbare) definierte. Zahlreiche Renaturierungen wurden damals ebenfalls gestartet. 2007 machte er sich selbständig und koordinierte Stop Ilisu, die Kampagne gegen den Bau des Ilisu-Staudamms am Tigris in der Türkei sowie gegen die Beteiligung Deutschlands, Österreichs und der Schweiz an dem Projekt. In der Folge zogen sich im Juni 2009 die drei Staaten sowie die europäischen Banken und die meisten der europäischen Baufirmen aus dem Projekt zurück. 2012 gründete er die Organisation RiverWatch, eine Naturschutzorganisation zum Schutz der Flüsse, die weltweit vor allem gegen den Bau von Staudämmen agiert. Seit Ende 2013 koordiniert er die Kampagne „Save the Blue Heart of Europe“, eine gemeinsame Initiative zum Schutz der Flüsse am Balkan.

## Auszeichnungen
Am 14. November 2014 wurde Ulrich Eichelmann in Vaduz/Liechtenstein mit dem Großen Binding-Preis für Natur und Umweltschutz ausgezeichnet. Am 24. Juni 2015 wurde er wegen seiner besonderen Verdienste im Fluss- und Auenschutz mit dem Wolfgang Staab-Naturschutzpreis ausgezeichnet. Der Preis wurde von der Schweisfurth-Stiftung in Zusammenarbeit mit dem Wolfgang Staab-Naturschutzfonds erstmals vergeben. Als Auszeichnung für seine Arbeit um den Schutz der Balkanflüsse wurde 2024 eine neu beschriebene Tierart nach ihm benannt, die Köcherfliege Oxyethira eichelmanni. Die Art wurde an der Vjosa in Albanien entdeckt. 

## Filme

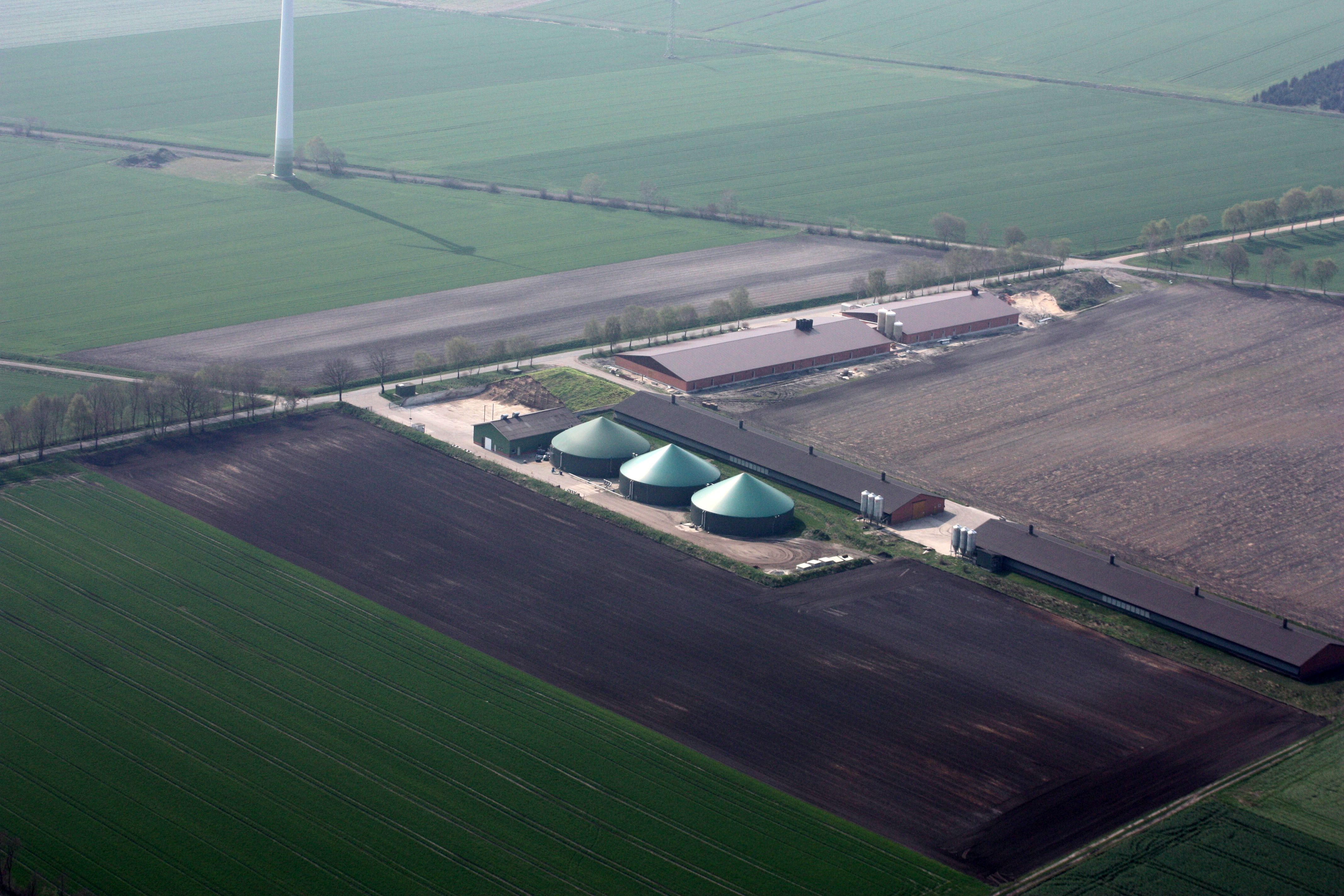
Biogasanlage in der Nähe von Ahlhorn (Nds.)

2012 brachte er den Film Climate Crimes in ausgewählte Kinos. Mehr als zwei Jahre lang hatten sich Eichelmann und sein Team auf die Spuren von Klimaschutzprojekten und „grüner Energien“ begeben. Er besuchte dazu die Mesopotamischen Sümpfe im Irak, die Urwälder Amazoniens und Indonesiens, den Südosten der Türkei sowie Schutzgebiete in Deutschland. Der Film zeigt die Gratwanderung zwischen Klimaschutz und Naturzerstörung. In ihm wird gezeigt, wie der rasante Ausbau von Wasserkraft, Biogas und -diesel Naturlandschaften zerstört und Arten vernichtet sowie Menschen vertreibt. In dem Film kommt der Postwachstumsökonom Niko Paech zu Wort. Dieser war auch bei verschiedenen Urvorführungen bei Diskussionen mit den Zuschauern engagiert. Gefördert wurde dieses Projekt von der Manfred-Hermsen-Stiftung (Bremen).

### Rezensionen (Auswahl)
- Im tv.orf heißt es, der Film behandele „ein Thema, das den Naturschützer Ulrich Eichelmann und den Filmemacher Christoph Walder intensiv beschäftigt. ‚Climate Crimes‘ heißt ihre Doku, in der sie Umweltsünden im Namen des Klimaschutzes enttarnen.“[6]
- Jens Blankennagel schreibt in der Berliner Zeitung vom 22. Januar 2013 unter anderem: „Er (Eichelmann) prangert an, dass viel zu viel Mais angebaut wird, um die vielen Biogasanlagen im Land zu füttern. Diese Monokultur zerstöre die Artenvielfalt und die Landschaft.“[7]